# Kalendarium historii Reszla
Kalendarium historii Reszla – ważniejsze daty związane z historią Reszla.

## Wpaństwie krzyżackim
- 1241 – zakon krzyżacki zbudował strażnicę.
- 1242 – strażnica została zniszczona przez Prusów.
- 1249 – budowa nowej strażnicy.
- 1250 – przy strażnicy wybudowano drewniany kościółek misyjny.
- 1254 – w umowie zawartej pomiędzy zakonem krzyżackim a biskupem warmińskim Anzelmem Reszel przydzielony był do dominium biskupiego.
- 1262 – w czasie II powstania pruskiego strażnica została opuszczona i zniszczona przez załogę.
- 1275 – strażnica i kościół misyjny zostały odbudowane. Miejsce załogi krzyżackiej zajęła załoga biskupia.
- 1337 – 12 lipca nadanie praw miejskich. Budowa pierwszych umocnień miejskich i erygowanie parafii. Miasto uzyskało lokację na prawie chełmińskim od kapituły warmińskiej i wójta biskupiego Henryka z Lutr. Na potrzeby miasta przeznaczono 110 włók, w tym 30 włók pastwisk i lasów przeznaczonych do wspólnego użytkowania oraz 10 włók dla sołtysa i 6 włók na uposażenie kościoła.
- 1337-1340 – występuje proboszcz Jan.
- 1347 – w Reszlu osiedli augustianie.

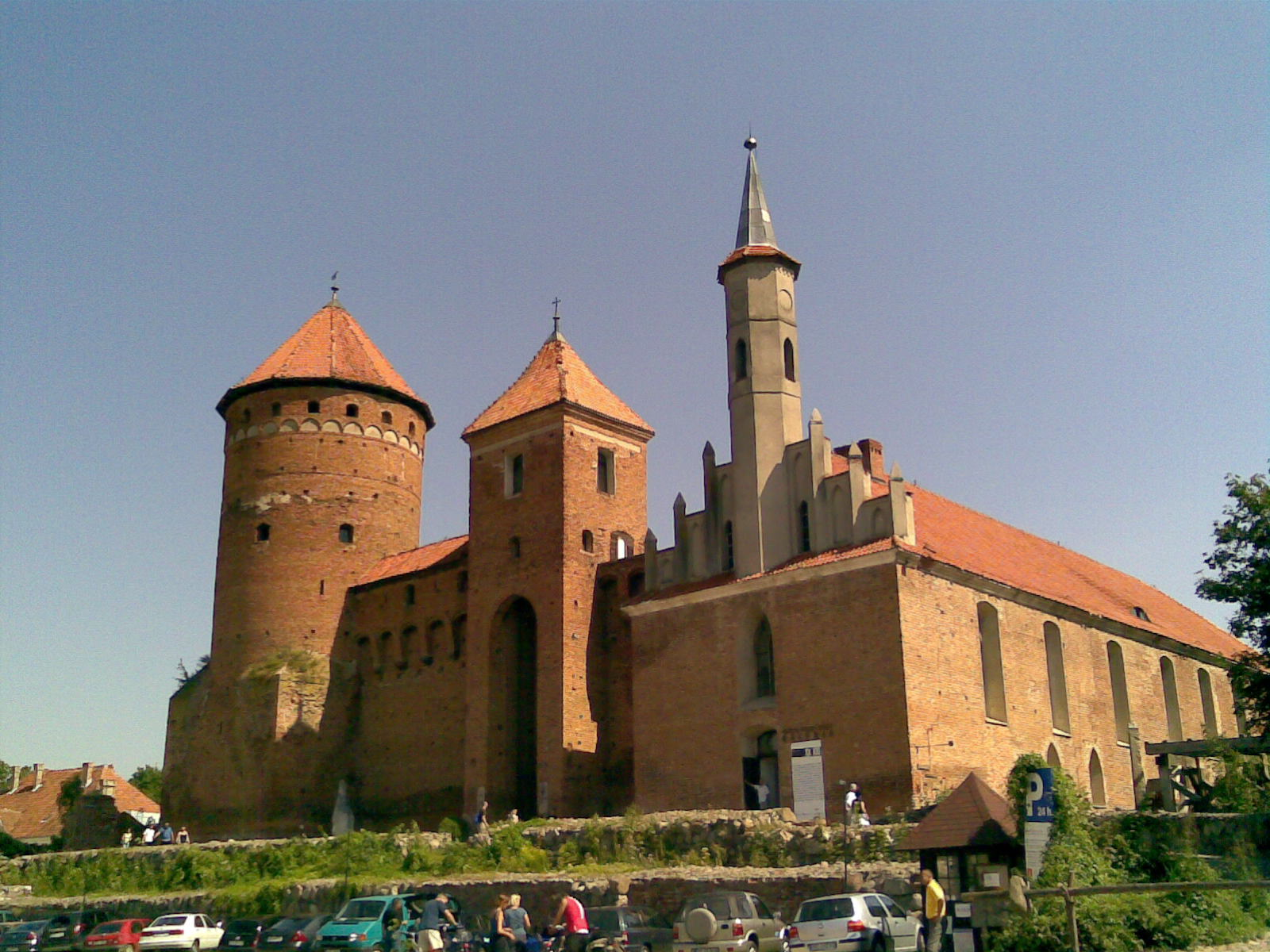
Zamek biskupów warmińskich wzniesiony w l. 1350-1401

- 1350 – rozpoczęcie budowy zamku murowanego przez biskupa Jana z Miśni.
- 1355 – kontynuacja budowy zamku przez biskupa Jana Stryprocka.
- 1360-1380 – budowa kościoła parafialnego z cegły – hala.
- 1367 – biskup Jan Stryprock darował miastu 30 łanów lasu przy wsi Kabiny nad jeziorkiem Otry.
- 1370 – powiększenie obszaru miasta, które otoczone zostaje murami i fosami. Miasto posiada wodociąg.
- 1373 – zakończenie budowy zamku. Na pierwszym piętrze w narożu południowo-wschodnim znalazła się kaplica, w skrzydle południowym refektarz i sypialnia biskupia. Zamek posiadał ogrzewanie ciepłym powietrzem, podobnie jak zamek w Malborku.
- ok. 1380 – urodził się Franciszek Kuhschmalz, biskup warmiński.
- 1389 – biskup Henryk Sorbom przekazał miastu 20 łanów lasu między wsiami Kabiny i Samławki oraz teren koło wsi Robawy.
- 1428 – pożar miasta – płonie kościół farny i domy.
- 1440 – 5 maja Reszel przystąpił do Związku Pruskiego.

## WKoronie Królestwa Polskiego

Akt oddania się stanów pruskich królowi Kazimierzowi IV Jagiellończykowi i Koronie Królestwa Polskiego, 1454, Archiwum Główne Akt Dawnych

- 1454 – na prośbę Związku Pruskiego król Kazimierz IV Jagiellończyk ogłosił włączenie regionu, wraz z Reszlem, do Korony Polskiej.
- 1455 – w czasie wojny trzynastoletniej Krzyżacy zajmują zamek. Dowódcą krzyżackim był Martin Frodnacher.
- 1462 – miasto pod kontrolą biskupów warmińskich
- 1464 – biskup warmiński Paweł Legendorf ponownie poddał Warmię Koronie Polskiej
- 1466 – na mocy pokoju toruńskiego potwierdzono przynależność Warmii do Polski
- 1475-1476 – w kościele parafialnym wybudowano sklepienia gwiaździste oparte na czterech parach filarów.
- 1479 – przedmieście Rybaki (od strony Kętrzyna) zostało spalone w czasie wojny księżej.
- 1520 (23 sierpnia) – w czasie wojny polsko-krzyzackiej 1519-1521 zniszczone zostały przedmieścia Reszla i wieś Klewno.
- 1520-1525- Jan Luzjański burgrabią reszelskim.
- 1565 – rok zarazy.
- 1589-1599 – rozbudowa zamku przez kardynała Andrzeja Batorego. Do ogrzewania pomieszczeń zamkowych zastosowano piece kaflowe, które zastąpiły wcześniejszy system ogrzewania ciepłym powietrzem.
- 1610 – obrady Sejmiku Warmińskiego w Reszlu. Na sejmiku tym powołano komisję do kontroli stosowanych miar i wag. W skład komisji wchodzili: wójt krajowy i starosta dobromiejski Eustachy Knobelsdorf, ekonom biskupi Andrzej Treptau, szlachcic z Łężan Jerzy von Ölsen, starosta Melzaku Jan Petzeldt oraz notariusz z Lidzbarka Urban Hartwich.
- 1622 – rozebrano szpital św. Ducha.
- 1644 - w ówczesnym kościele jezuickim pochowany został Otto von der Groeben.
- 1704 - Szwedzi zajmują miasto.

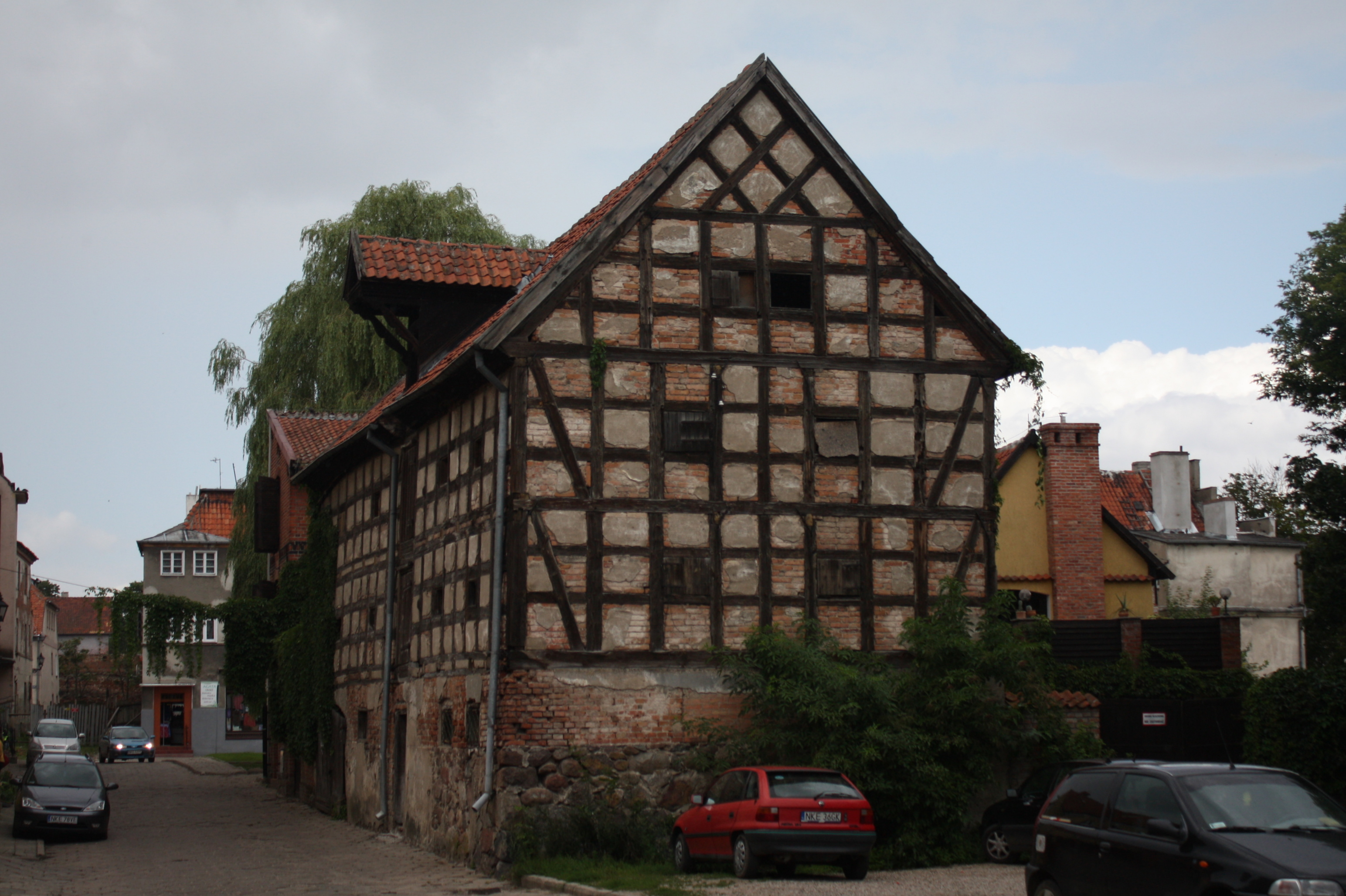
Spichlerz szachulcowy z XVIII w.

- 1709-1710 - wielka zaraza, umiera 1000 osób.
- 1768 - pochówek Stanisławskiego w reszelskim kościele farnym.

## PoI rozbiorze Polski
- 1772 – 13 września Warmia została włączona do królestwa pruskiego. Posiadłości biskupów warmińskich zostały skonfiskowane. W Reszlu na miejsce biskupiego burgrabiego wstąpił urzędnik pruski. Miasto liczyło 3020 mieszkańców.
- 1774 – Reszel otrzymał garnizon – batalion pułku z Ballmann.
- 1780 – w zamku został urządzony zakład karny. Zawieszone zostało Kolegium Jezuitów.
- 1785 - w Reszlu zmarł Krzysztof Perwanger.

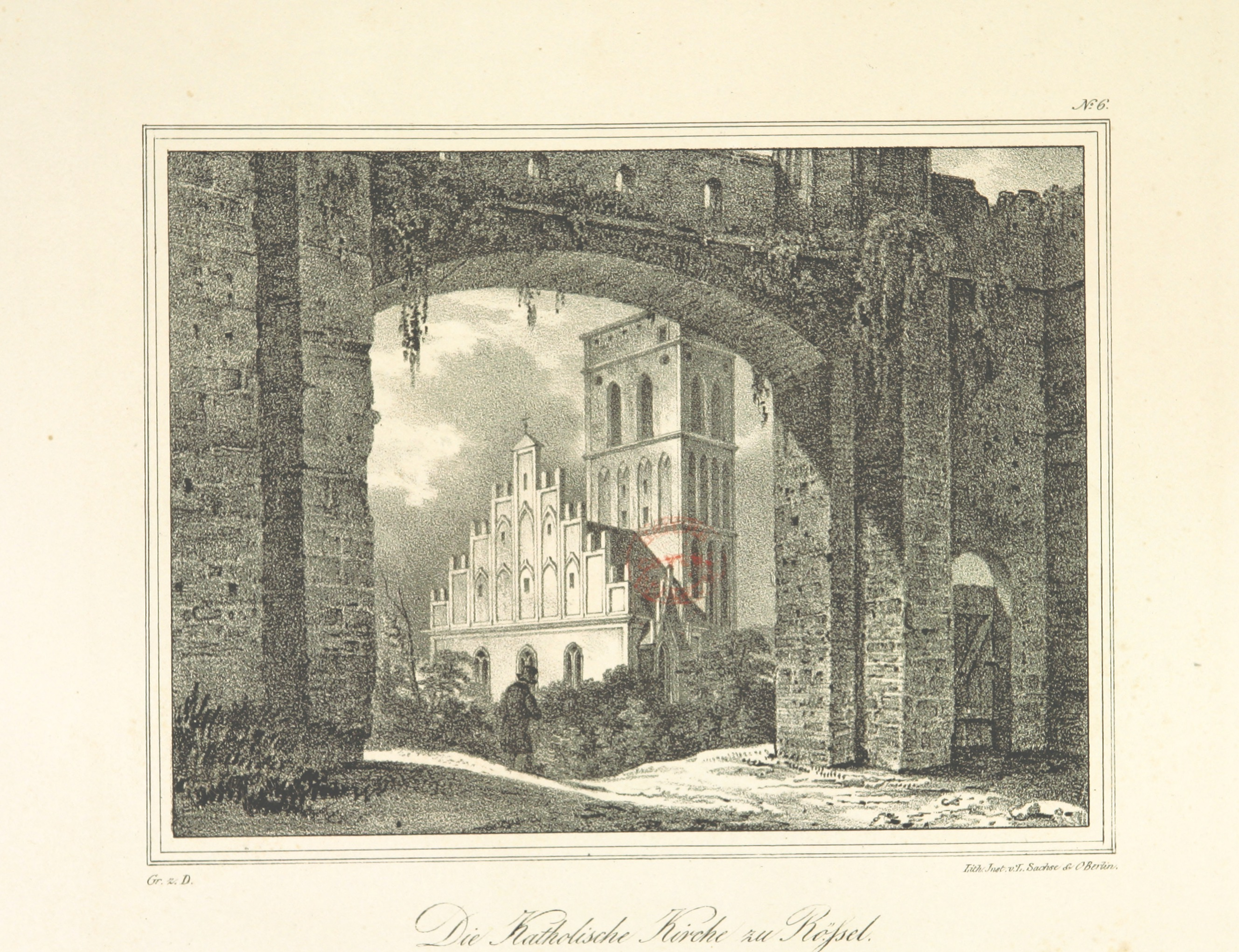
Kościół Świętych Apostołów Piotra i Pawła w XIX w.

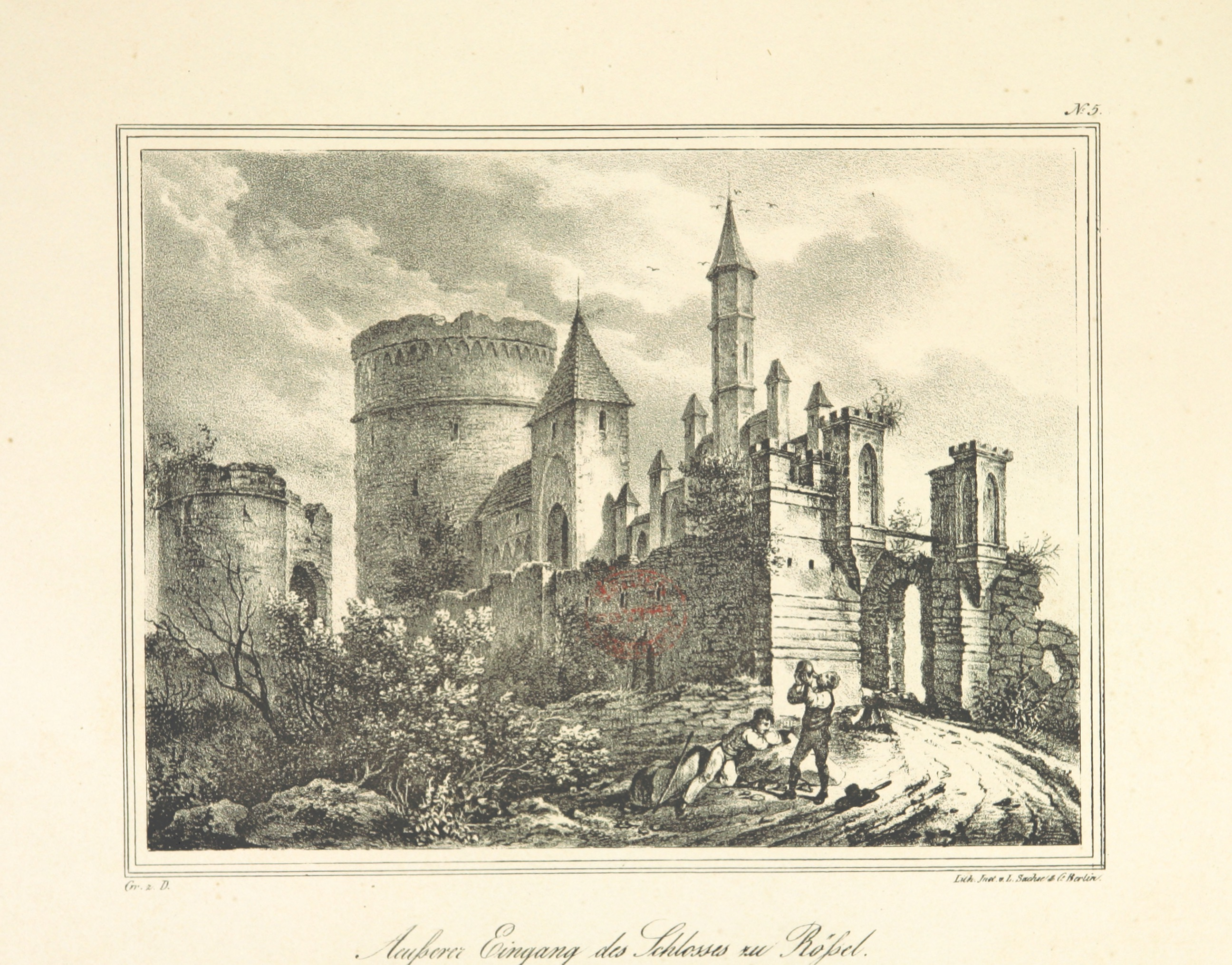
Zamek biskupów warmińskich w XIX w.

- 1806 – 27 maja wielki pożar miasta. W ciągu dwóch dni spłonęło całe miasto z wyjątkiem zamku i kilku domów, które znajdowały się w południowej części miasta – między zamkiem a kościołem farnym. Odbudowa miasta trwała przez kilkanaście lat. Jako materiał budowlany posłużyły cegły z bram miejskich.
- 1807 – 21 czerwca Więźniowie podpalają zamek. Zakład karny przeniesiony zostaje do Barczewa.
- 1808 – 22 czerwca wyrok sądu w sprawie Barbary Zdunk – domniemanej podpalaczki Reszla z 1806 roku, nakazywał spalenie jej na stosie. Była to kara dla podpalaczy powszechnie stosowana na terenie Prus w XVIII w.
- 1811 – 21 sierpnia ostatnia w Europie egzekucja przez spalenie na stosie. Nie pomogły apelacje w sprawie Barbary Zdunk. Egzekucja odbyła się przy drodze z Reszla do Korsz (po lewej stronie za obecnymi granicami miasta – niewielkie wzniesienie z krzyżem). Egzekucję wykonał kat z Lidzbarka – przed podpaleniem stosu skazaną na polecenie króla pruskiego uduszono.
- 1816 – wybudowano nowy ratusz.
- 1818 - utworzenie powiatu reszelskiego.
- 1822 – Fryderyk Wilhelm III przekazał gminie ewangelickiej zamek z przyległym terenem. Południowe skrzydło zamku zostało przebudowane na kościół ewangelicki.
- 1830 – 9 marca urodził się Juliusz Dinder, później arcybiskup gnieźnieński i poznański.
- 1849 – epidemia cholery, zmarło 451 osób.
- 1852 – miasto liczyło 3105 mieszkańców.
- 1866 – kolejna epidemia cholery.
- 1898 – zbudowany został nowy wodociąg.
- 1903 – budowa basenu pływackiego.
- 1907 – oświetlenie ulic latarniami gazowymi.
- 1908 – uruchomienie linii kolejowej Kętrzyn – Reszel – Sątopy-Samulewo.
- 1910 – w firmie Friedrich Fest wyprodukowano samolot. Miasto liczy 4457 mieszkańców.
- 1914 – w zakładzie dla głuchoniemych Hindenburg (późniejszy ostatni kanclerz Rzeszy) i Ludendorff urządzili w dniach 7-11 września sztab generalny skąd kierowali bitwą mazurską z Rosją
- 1924 – uruchomiona został lokalna sieć elektryczna.
- 1926 – 6 czerwca bractwo kurkowe obchodziło 500-lecie swojego istnienia.
- 1935 – miasto liczyło 5276 mieszkańców.
- 1936 – likwidacja zakładu dla głuchoniemych.

## Ponownie w granicach Polski

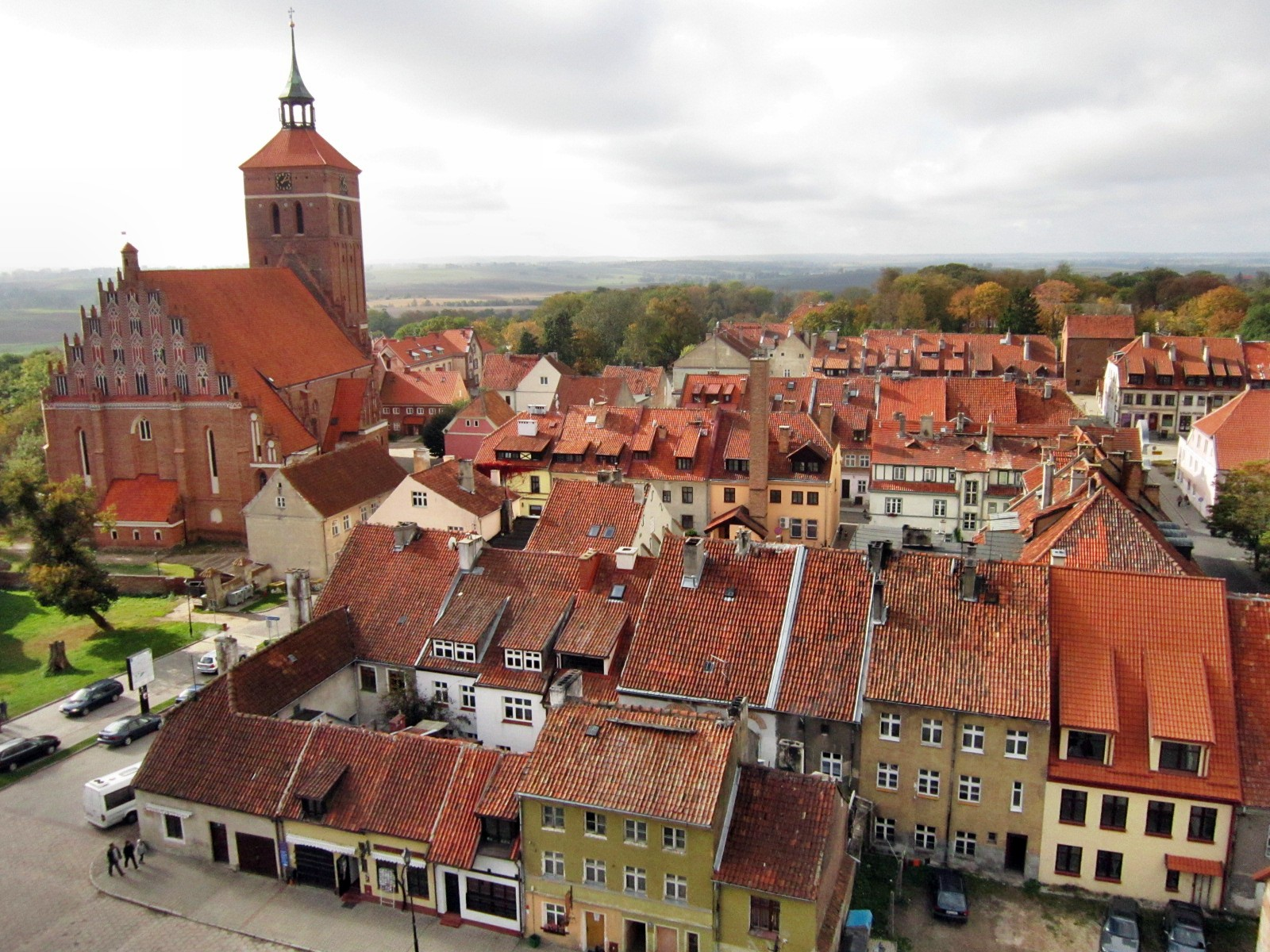
Współczesna panorama miasta z wieży zamkowej

- 1945 – Reszel przynależy administracyjnie do okręgu mazurskiego
- 1946 – Reszel w granicach województwa olsztyńskiego (tzw. dużego)
- 1961 – powstanie klubu piłkarskiego Orlęta Reszel
- 1975 – Reszel w granicach województwa olsztyńskiego (tzw. małego)
- 1999 – Reszel w granicach województwa warmińsko-mazurskiego